# Lipowo (powiat nidzicki)
Lipowo – osada w Polsce położona w województwie warmińsko-mazurskim, w powiecie nidzickim, w gminie Kozłowo.
W latach 1975–1998 miejscowość należała administracyjnie do województwa olsztyńskiego.
Obok miejscowości przepływa Szkotówka, niewielka rzeka dorzecza Wisły, dopływ Wkry.